# Vroege steenvliegen
Vroege steenvliegen of wintersteenvliegen (Taeniopterygidae) zijn een familie van insecten uit de orde steenvliegen (Plecoptera).

## Taxonomie
De volgende taxa worden bij de familie ingedeeld:
- Onderfamilie Brachypterainae Zwick, 1973
  - Geslacht Bolotoperla Ricker & Ross, 1975
  - Geslacht Brachyptera Newport, 1848
  - Geslacht Doddsia Needham & Claassen, 1925
  - Geslacht Kohnoperla Ricker & Ross, 1975
  - Geslacht Kyphopteryx Kimmins, 1947
  - Geslacht Mesyatsia Ricker & Ross, 1975
  - Geslacht Obipteryx Okamoto, 1922
  - Geslacht Oemopteryx Klapálek, 1902
  - Geslacht Okamotoperla Ricker & Ross, 1975
  - Geslacht Rhabdiopteryx Klapálek, 1902
  - Geslacht Strophopteryx Frison, 1929
  - Geslacht Taenionema Banks, 1905
- Onderfamilie Taeniopteryginae Klapálek, 1905
  - Geslacht Taeniopteryx Pictet, 1841
- Niet bij een onderfamilie ingedeeld:
  - Geslacht  † Gurvanopteryx Sinitshenkova, 1986
  - Geslacht  † Jurataenionema Liu & Ren, 2007
  - Geslacht  † Mesonemura Brauer, Redtenbacher & Ganglbauer, 1889
  - Geslacht  † Palaeotaeniopteryx Sharov, 1961
  - Geslacht  † Positopteryx Sinitshenkova, 1987
  - Geslacht  † Protaenionema Liu & Shih, 2007
  - Geslacht  † Sinonemoura Ping, 1928
  - Geslacht  † Sinotaeniopteryx Hong, 1983